# 拉贝热芒-克莱芒西亚
拉贝热芒-克莱芒西亚（法語：L'Abergement-Clémenciat，法語發音：[labɛʁʒəmɑ̃ klemɑ̃sja]）是法国安省的一个市镇，位于该省西部，属于布雷斯地区布尔格区。

## 地理
拉贝热芒-克莱芒西亚（46°9'4"N, 4°55'16"E）面积15.95 平方千米，位于法国奥弗涅-罗讷-阿尔卑斯大区安省，该省份为法国东部省份，北起汝拉省，西北接索恩-卢瓦尔省，西接罗讷省和里昂大都会，南至伊泽尔省，东与萨瓦省、上萨瓦省和瑞士接壤。
与拉贝热芒-克莱芒西亚接壤的市镇（或旧市镇、城区）包括：巴南、沙拉罗讷河畔沙蒂永、沙拉罗讷河畔栋皮埃尔、伊利亚、沙拉罗讷河畔圣艾蒂安、叙利尼亚。

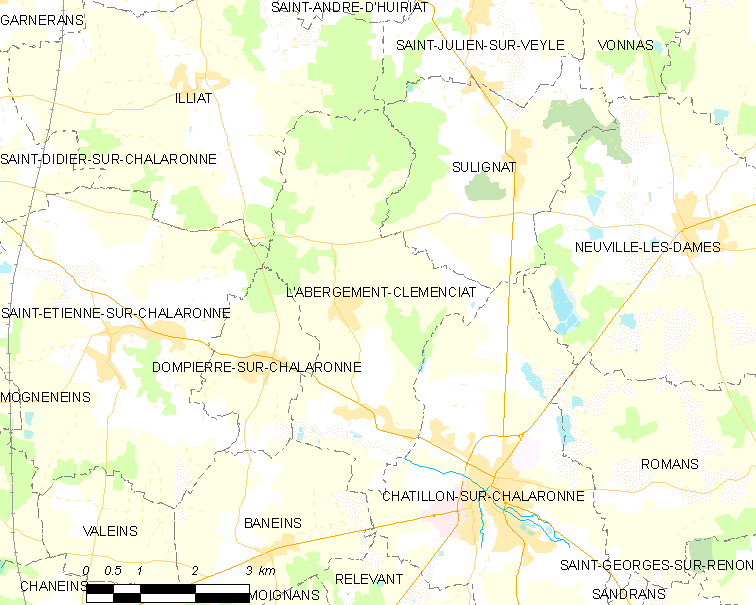
拉贝热芒-克莱芒西亚的OSM定位图

拉贝热芒-克莱芒西亚的时区为UTC+01:00、UTC+02:00（夏令时）。

## 行政
拉贝热芒-克莱芒西亚的邮政编码为01400，INSEE市镇编码为01001。

## 政治
拉贝热芒-克莱芒西亚所属的省级选区为沙拉罗讷河畔沙蒂永县。

## 人口

1962-2008年间拉贝热芒-克莱芒西亚人口变化图示

拉贝热芒-克莱芒西亚于2022年1月1日时的人口数量为859人。